# Kerethuis

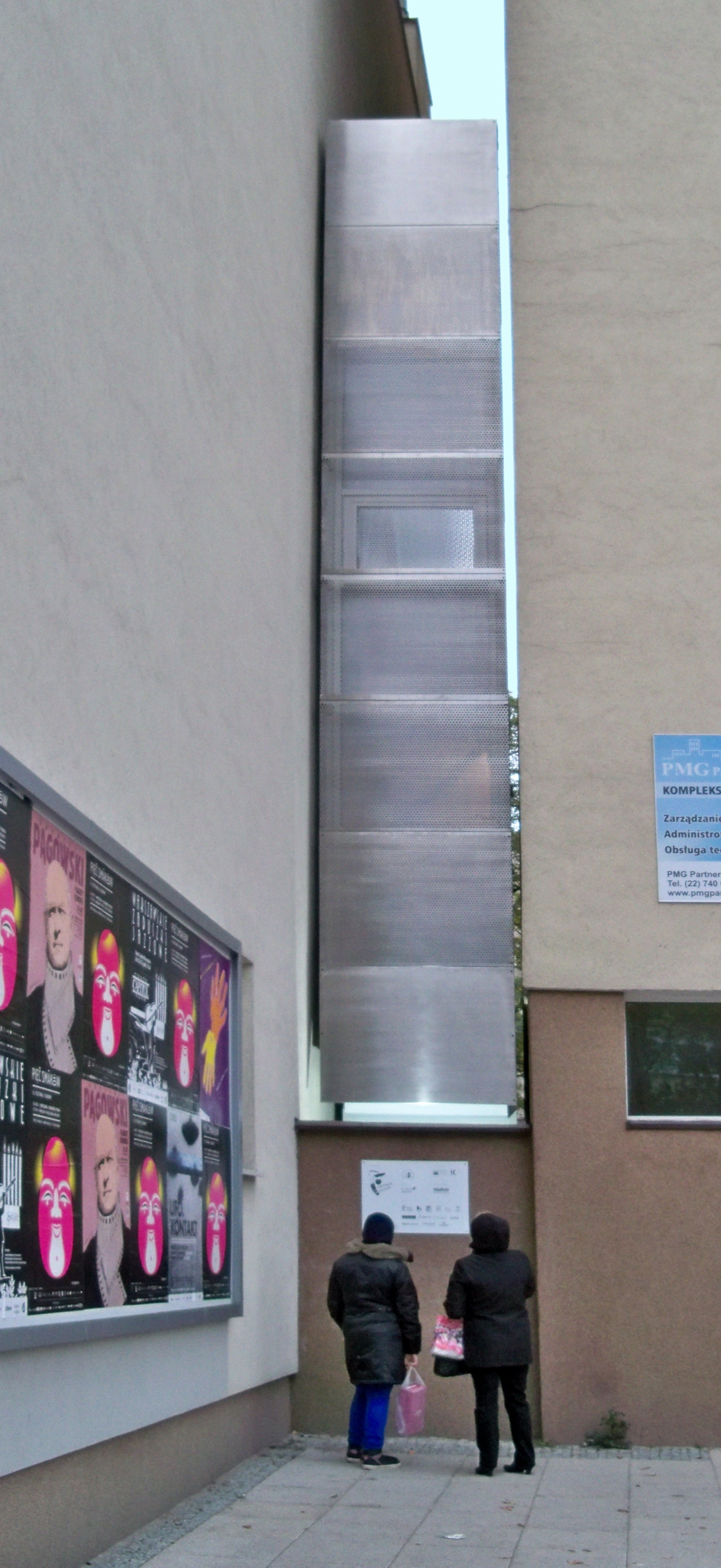
De achterkant en tevens breedste zijde van het huis.

Het Kerethuis is een in 2012 gebouwd woonhuis in de Poolse hoofdstad Warschau. Gesitueerd in een voormalige doorgang is het ingeklemd tussen twee gebouwen. Het bouwwerk staat bekend als mogelijk het smalste huis ter wereld.
Boven de voormalige steeg zijn twee verdiepingen gebouwd binnen een stalen frame dat op een parkeerplaats in de buurt geconstrueerd werd en vervolgens in de steeg geschoven en aan beide belendende muren bevestigd. De eerste verdieping is bereikbaar met een trap die uitkomt bij een luik in de vloer en de tweede per ladder. Het huis meet op het smalste punt 92 centimeter en op z'n breedst 152 centimeter. Het heeft een zitkamer, slaapkamer, badkamer en keuken en om te voorkomen dat het al te claustrofobisch zou zijn, is het interieur helemaal wit geschilderd.
Het huis werd ontworpen door Jakub Szczęsny en vernoemd naar de eerste bewoner, de Israëlische schrijver Etgar Keret. Architect Szczęsny gaf later aan dat het ontwerpen en bouwen niet de grootste uitdaging vormde. Dat waren de bureaucratische hindernissen die overwonnen moesten worden om een vergunning voor de bouw te verkrijgen. Het huis voldoet volgens de wet vanwege zijn afmetingen niet aan de eisen, het is daarom officieel bestempeld als kunstwerk.